# Alex Dujshebaev
Alex Dujshebaev Dovichebaeva (ros. Алекс Талантович Дуйшебаев, Aleks Tałantowicz Dujszebajew; ur. 17 grudnia 1992 w Santander) – hiszpański piłkarz ręczny pochodzenia rosyjsko-kirgiskiego występujący na pozycji rozgrywającego w Vive Kielce.
Reprezentant Hiszpanii, złoty medalista mistrzostw Europy w Chorwacji (2018) i najlepszy prawy rozgrywający tego turnieju, srebrny medalista mistrzostw Europy w Polsce (2016). Zwycięzca Ligi Mistrzów i najlepszy prawy rozgrywający tych rozgrywek w sezonie 2016/17 w barwach Wardara Skopje.

## Kariera klubowa
W latach 2009–2013 występował w klubach hiszpańskich, w tym w Ciudad Real, w barwach którego w wieku 16 lat zadebiutował w Lidze Mistrzów EHF (miało to miejsce 3 października 2009 w meczu z duńskim FC København, w którym zdobył jedną bramkę). W sezonie 2012/13 grał w BM Aragón, dla którego rzucił 198 goli i został królem strzelców ligi ASOBAL, a także otrzymał nagrodę dla najlepszego prawego rozgrywającego tych rozgrywek. W czerwcu 2013 podpisał dwuletnią umowę z Atlético Madryt, jednak ostatecznie nie został jego graczem, ponieważ klub ogłosił upadłość.
W latach 2013–2017 był zawodnikiem Wardara Skopje. Z zespołem tym zdobył trzy mistrzostwa Macedonii i cztery puchary kraju. W barwach Wardara regularnie grał również w Lidze Mistrzów, w której w ciągu czterech lat rzucił 261 bramek. W sezonie 2014/15, w którym zdobył 73 gole, zajął 10. miejsce w klasyfikacji najlepszych strzelców LM. W sezonie 2016/17, w którym rzucił 83 gole w 18 spotkaniach, zajął 8. miejsce w klasyfikacji najlepszych strzelców LM i został wybrany najlepszym prawym rozgrywającym LM. W sezonie 2016/17 wygrał z Wardarem Ligę Mistrzów – w meczu półfinałowym z Barceloną (26:25) zdobył siedem bramek, natomiast w rozegranym 4 czerwca 2017 spotkaniu finałowym z Paris Saint-Germain Handball (24:23) rzucił dwa gole. Z macedońskim zespołem dwukrotnie zwyciężył także w Lidze SEHA: w sezonie 2013/14, w którym rozegrał 16 meczów i zdobył 43 gole, oraz w sezonie 2016/17, w którym wystąpił w 16 spotkaniach i rzucił 49 bramek. Ponadto w sezonie 2015/16 Ligi SEHA, w którym rozegrał 18 meczów i zdobył 73 gole, zajął 10. miejsce w klasyfikacji najlepszych strzelców rozgrywek, a także został wybrany najlepszym prawym rozgrywającym Final Four.
W lipcu 2017 został zawodnikiem Vive Kielce. W sezonie  2017/18, w którym zdobył z kieleckim zespołem mistrzostwo Polski, rozegrał w Superlidze 29 meczów i rzucił 119 bramek, a ponadto został wybrany najlepszym bocznym rozgrywającym ligi. W Lidze Mistrzów w 18 spotkaniach zdobył 79 goli, zajmując 5. miejsce w klasyfikacji najlepszych strzelców rozgrywek.

## Kariera reprezentacyjna
W 2010 zdobył srebrny medal mistrzostw Europy U-18 w Czarnogórze, w których rzucił 43 gole. W 2011 wywalczył wicemistrzostwo świata U-19 – podczas turnieju, który odbył się Argentynie, rzucił w siedmiu meczach 24 bramki. W 2012 wywalczył mistrzostwo Europy do lat 20 – podczas turnieju rozegranego w Turcji zdobył 44 gole i został wybrany najlepszym prawym rozgrywającym mistrzostw. W 2013 wraz z młodzieżową reprezentacją Hiszpanii zdobył wicemistrzostwo świata U-21. Podczas turnieju, który odbył się w Bośni i Hercegowinie, rzucił 42 bramki i został wybrany najlepszym prawym rozgrywającym mistrzostw.
W reprezentacji Hiszpanii seniorów zadebiutował w 2014. W 2015 uczestniczył w mistrzostwach świata w Katarze (4. miejsce), podczas których wystąpił w dziewięciu meczach, rzucając 15 goli. W 2016 zdobył srebrny medal podczas mistrzostw Europy w Polsce. W turnieju tym zagrał w ośmiu spotkaniach, zdobywając dziewięć bramek. W 2017 uczestniczył w mistrzostwach świata we Francji, podczas których rzucił 21 goli w siedmiu meczach. W 2018 zdobył złoty medal mistrzostw Europy w Chorwacji – w turnieju tym rzucił 26 bramek i miał 19 asyst, a ponadto został wybrany najlepszym prawym rozgrywającym zawodów. W 2019 uczestniczył w mistrzostwach świata w Danii i Niemczech, w których rozegrał dziewięć spotkań i zdobył 24 gole.

## Życie prywatne
Syn piłkarki ręcznej Olgi Sziszkiny (grającej na pozycji bramkarki, mistrzyni świata w barwach ZSRR z 1990) oraz szczypiornisty i trenera Tałanta Dujszebajewa (grającego w czterech różnych reprezentacjach), starszy brat szczypiornisty Daniela Dujshebaeva.

## Sukcesy
| Wardar Skopje - Liga Mistrzów: 2016/2017 - Liga SEHA: 2013/2014, 2016/2017 - Mistrzostwo Macedonii: 2014/2015, 2015/2016, 2016/2017 - Puchar Macedonii: 2013/2014, 2014/2015, 2015/2016, 2016/2017 Vive Kielce - Mistrzostwo Polski: 2017/2018 - Puchar Polski: 2017/2018, 2018/2019 Reprezentacja Hiszpanii - Mistrzostwo Europy: 2018 - 2. miejsce w mistrzostwach Europy: 2016 - Mistrzostwo Europy U-20: 2012 - 2. miejsce w mistrzostwach Europy U-18: 2010 - 2. miejsce w mistrzostwach świata U-19: 2011 - 2. miejsce w mistrzostwach świata U-21: 2013 | Indywidualne - Najlepszy prawy rozgrywający mistrzostw Europy U-20 w Turcji w 2012 - Najlepszy prawy rozgrywający mistrzostw świata U-21 w Bośni i Hercegowinie w 2013 - Najlepszy prawy rozgrywający mistrzostw Europy w Chorwacji w 2018 - Najlepszy prawy rozgrywający ligi ASOBAL w sezonie 2012/13 (BM Aragón) - Najlepszy prawy rozgrywający Final Four Ligi SEHA w sezonie 2015/2016 (Wardar Skopje) - Najlepszy prawy rozgrywający grupy B Ligi Mistrzów w sezonie 2016/17 (Wardar Skopje) - Najlepszy prawy rozgrywający Ligi Mistrzów w sezonie 2016/17 (Wardar Skopje) - Najlepszy boczny rozgrywający Superligi: 2017/2018 (Vive Kielce) - Gracz Miesiąca Superligi – wrzesień 2018 (Vive Kielce) - Gracz Miesiąca w Europie – wrzesień 2018 (Vive Kielce) - Najlepszy młody gracz Ligi Mistrzów w sezonie 2014/15 (Wardar Skopje) - Król strzelców ligi ASOBAL: 2012/2013 (198 bramek; BM Aragón) - 6. miejsce w klasyfikacji najlepszych strzelców mistrzostw Europy U-20 w Turcji w 2012 (44 bramki) - 10. miejsce w klasyfikacji najlepszych strzelców mistrzostw Europy U-18 w Czarnogórze w 2010 (43 bramki) |

## Statystyki w Vive Kielce
| Klub                     | Sezon     | Liga      | Liga | Liga | Liga | Puchar Polski | Puchar Polski | Puchar Polski | Liga Mistrzów | Liga Mistrzów | Liga Mistrzów | Razem | Razem | Razem |
| Klub                     | Sezon     | Liga      | M    | B    | Śr.  | M             | B             | Śr.           | M             | B             | Śr.           | M     | B     | Śr.   |
| ------------------------ | --------- | --------- | ---- | ---- | ---- | ------------- | ------------- | ------------- | ------------- | ------------- | ------------- | ----- | ----- | ----- |
| Vive Kielce              | 2017/2018 | Superliga | 29   | 119  | 4,1  | 5             | 30            | 6             | 18            | 79            | 4,4           | 52    | 228   | 4,4   |
| Vive Kielce              | 2018/2019 | Superliga | 16   | 49   | 3,1  | 0             | 0             | 0             | 13            | 81            | 6,2           | 29    | 130   | 4,5   |
| Stan na 22 kwietnia 2019 |           |           |      |      |      |               |               |               |               |               |               |       |       |       |